# Rudolph Ahrons
Rudolph (Rodolfo, Rudolfo) Ahrons (Porto Alegre, 1869 — Porto Alegre, 6 de junho de 1947) foi um engenheiro construtor brasileiro, um dos mais importantes da primeira metade do século XX em Porto Alegre.

## Biografia

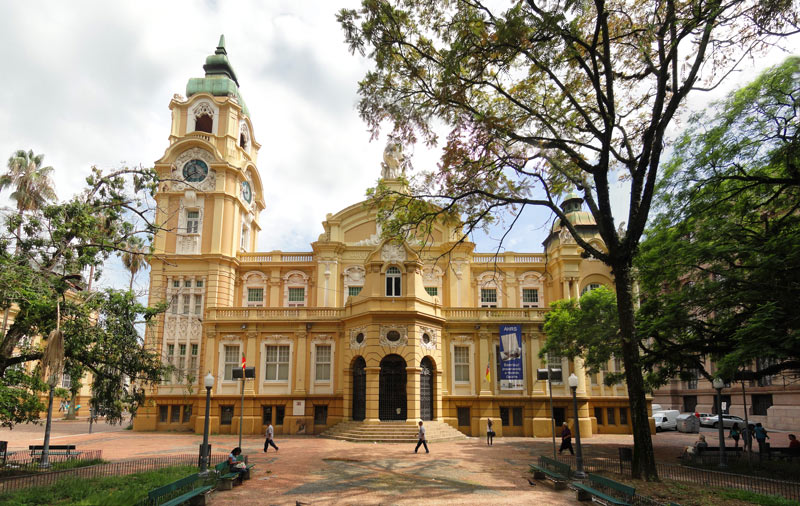
Fachada principal do antigo prédio dos Correios e Telégrafos

Fez estudos preparatórios no Instituto Brasileiro, sob orientação de Apolinário Porto Alegre, sendo aprovado em 1885. Diplomou-se também em Agrimensura pela Escola Militar em 1887, trabalhando nesta atividade por dois anos. A seguir rumou para Berlim, onde estudou Engenharia Civil na Escola Politécnica, diplomando-se em 1895. De volta à capital gaúcha, fundou uma importante firma de construção, engenharia e arquitetura, que viria a ser responsável por uma revolução na paisagem da cidade.
Inicialmente construiu poucos prédios, até 1908. Já na fase de 1908 a 1915, construiu dezenas de prédios, período em que também se dedicou a outros negócios, como a Serraria Garibaldi, a Cia. Aliança do Sul e o aterro do cais do porto.
Dentre seus projetos mais notáveis estão os prédios do Banco Pelotense (depois o Banco Iochpe, e hoje uma agência do BANRISUL), da prefeitura de Cruz Alta, do Palecete Chaves da Delegacia Fiscal, dos Correios e Telégrafos, do Banco Nacional do Comércio de Cachoeira do Sul, da Faculdade de Medicina e da Faculdade de Direito da UFRGS.
Além disso foi responsável pelo projeto do porto de Porto Alegre e do seu correspondente aterro, das ruas Sete de Setembro até a avenida Mauá.
Em seu escritório trabalharam os arquitetos Theodor Wiederspahn e Hermann Otto Menschen. Devido à crise econômica e ao início da Primeira Guerra Mundial, Ahrons fechou seu escritório de engenharia no final de 1915. Passou então a presidir a Companhia Aliança do Sul de seguros.
Lecionou Construção Civil e Hidráulica na Faculdade de Engenharia ao longo de 14 anos. Foi também autor de um importante estudo sobre o potencial hidráulico do rio Jacuí, e diretor técnico da VARIG.